# Lars Bäckman
Lars Bäckman (1957. október 26. –) svéd rali-navigátor.

## Pályafutása
1979 és 2004 között összesen harminchárom világbajnoki versenyen navigált.
Mats Jonsson társaként a világbajnokság tizenkét futamán állt rajthoz, melyen két győzelmet szerzett; 1992-ben, majd 1993-ban elsők lettek a svéd ralin. Pályafutása alatt olyan neves versenyzőkkel dolgozott együtt, mint Thomas Rådström vagy Stig-Olov Walfridsson.

### Rali-világbajnoki győzelmei
| #  | Dátum               | Rali      | Versenyző    | Autó                    | Összefoglaló |
| -- | ------------------- | --------- | ------------ | ----------------------- | ------------ |
| 1. | 1992. február 13-16 | Svéd rali | Mats Jonsson | Toyota Celica GT-Four   | Összefoglaló |
| 2. | 1993. február 12-14 | Svéd rali | Mats Jonsson | Toyota Celica Turbo 4WD | Összefoglaló |

## Külső hivatkozások
- Profilja a rallybase.nl honlapon